# Il terrore corre sul filo
Il terrore corre sul filo (Sorry, Wrong Number) è un film del 1948, diretto da Anatole Litvak.
È l'adattamento di un radiodramma del 1943 di Lucille Fletcher, sceneggiato dalla stessa autrice.

## Trama

Una scena

È sera. Lena, una giovane donna, sposata da poco, si trova a letto ammalata in attesa del ritorno dal lavoro del marito Henry, che al telefono non risponde. Preoccupata, prova ancora a chiamarlo, ma per un contatto errato del centralino le capita di ascoltare, senza volere, la conversazione di due sconosciuti che progettano, per quella stessa sera, l'omicidio di una donna sola in casa. Preoccupata cerca di richiamare la centralinista e poi la polizia ma nessuno sembra crederle.
Inizia allora una serie di telefonate con le quali cerca di ricostruire la giornata del marito, la segretaria ad esempio la informa di un appuntamento a pranzo con una bella signora, rintracciata la signora scopre che questa è Doris, una sua vecchia compagna di scuola innamorata di Henry, il quale aveva ceduto alle lusinghe della ricca e viziata Lena diventandone il marito. Doris è sposata con Fred Lord, un investigatore che sta conducendo delle indagini proprio su Henry. Dopo questa lunga telefonata ne seguono delle altre grazie alle quali emerge il ruolo non limpido di Henry nella gestione dell'azienda farmaceutica della moglie Lena.
Finalmente Lena riesce a mettersi in contatto con Henry. L'uomo pentito dice alla donna di fuggire e che è stato egli stesso a progettare l'omicidio; ma ormai è troppo tardi. Un uomo entra nella camera della donna e la uccide. Poco prima di essere arrestato Henry richiama la moglie per sapere cosa fosse accaduto ma è l'omicida che alza la cornetta e pronuncia la battuta: "Avete sbagliato numero."